# Prinsenkade
De Prinsenkade is een straat bij de Haven tegenover de straat de Haven en dicht bij de Haagdijk in Breda Centrum in Breda.
Op 20 juni 1613 besloot het stadsbestuur dat de nieuwe kade Prinsenkaay (de huidige Prinsenkade) zou gaan heten. De naam verwijst naar de eerstesteenlegging van de kademuur door de toenmalige Heer van Breda en Prins van Oranje (Filips Willem, de oudste zoon van Willem van Oranje). Het was onderdeel van een project om het onbebouwde gedeelte binnen de wallen gelegen gebied rond de Haagdijk te ontsluiten met een netwerk van nieuwe straten. Dit werd geblokkeerd door het Twaalfjarig Bestand en de Tachtigjarige Oorlog.
Achter de Prinsenkade lag de voormalige Sint-Barbarakerk.
Nadat de haven in 1963 weer is gedempt is het veertig jaar lang een doorgaande straat geweest. Aan de andere kant van de haven ligt de straat de Haven.
Langs de Prinsenkade staan diverse monumentale panden zoals op de hoek op Prinsenkade 1 van de voormalige kruidenier P. de Gruyter & Zn. Het pand is gebouwd in 1925 en ontworpen door J. Welsing, de huisarchitect van de Gruyter & Zn. Tegenwoordig is tapasrestaurant Sol y Sombra erin gevestigd. Op Prinsenkade 2 is vanaf 1971 chocolaterie La Bohème gevestigd. Dit pand werd in 1902 in art-nouveaustijl gebouwd voor de steenhouwer C.P. Petit. Het is ontworpen door architectenbureau P.A. Oomes & L. van der Pas.

## Galerij

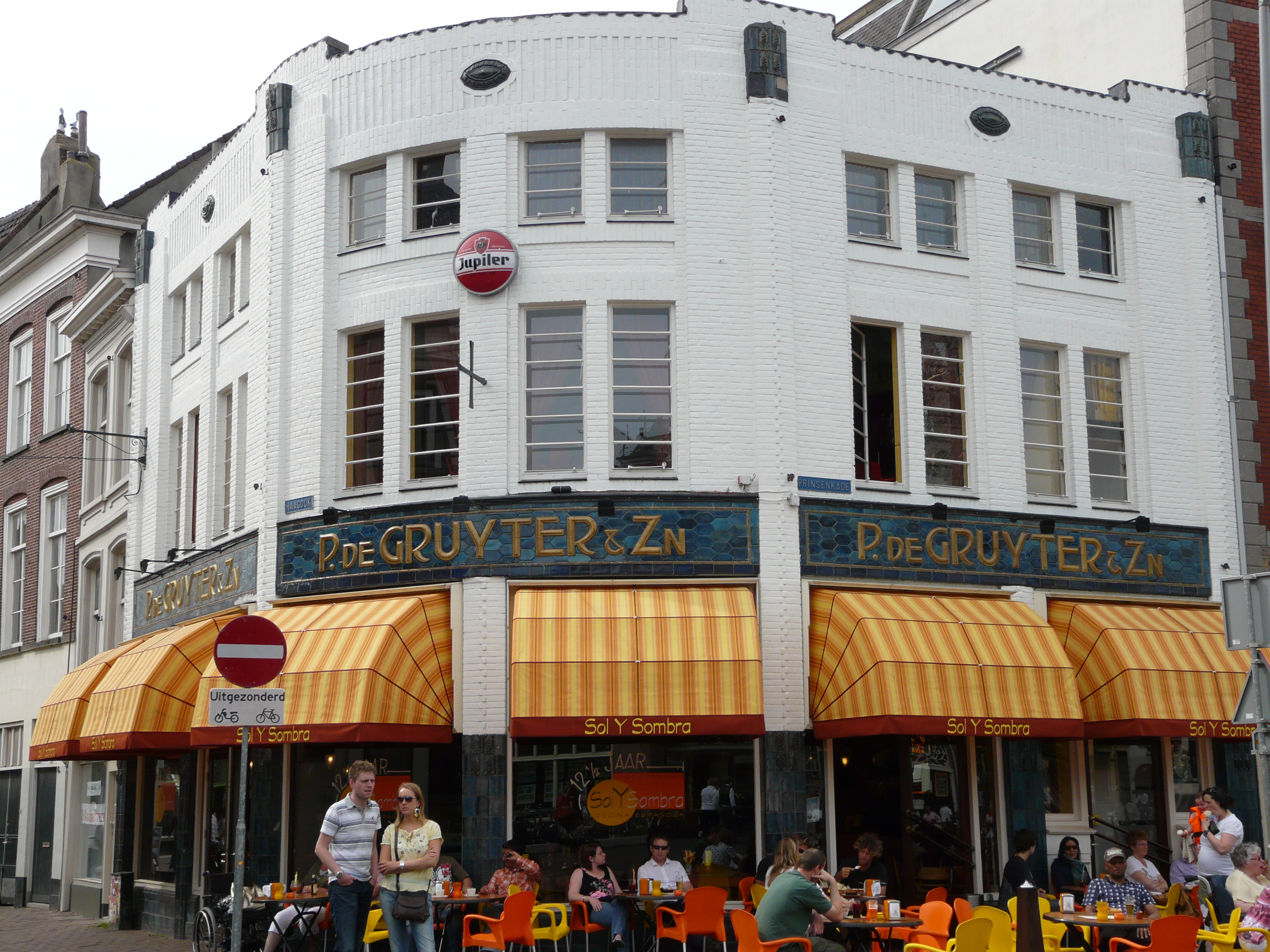
Prinsenkade 1
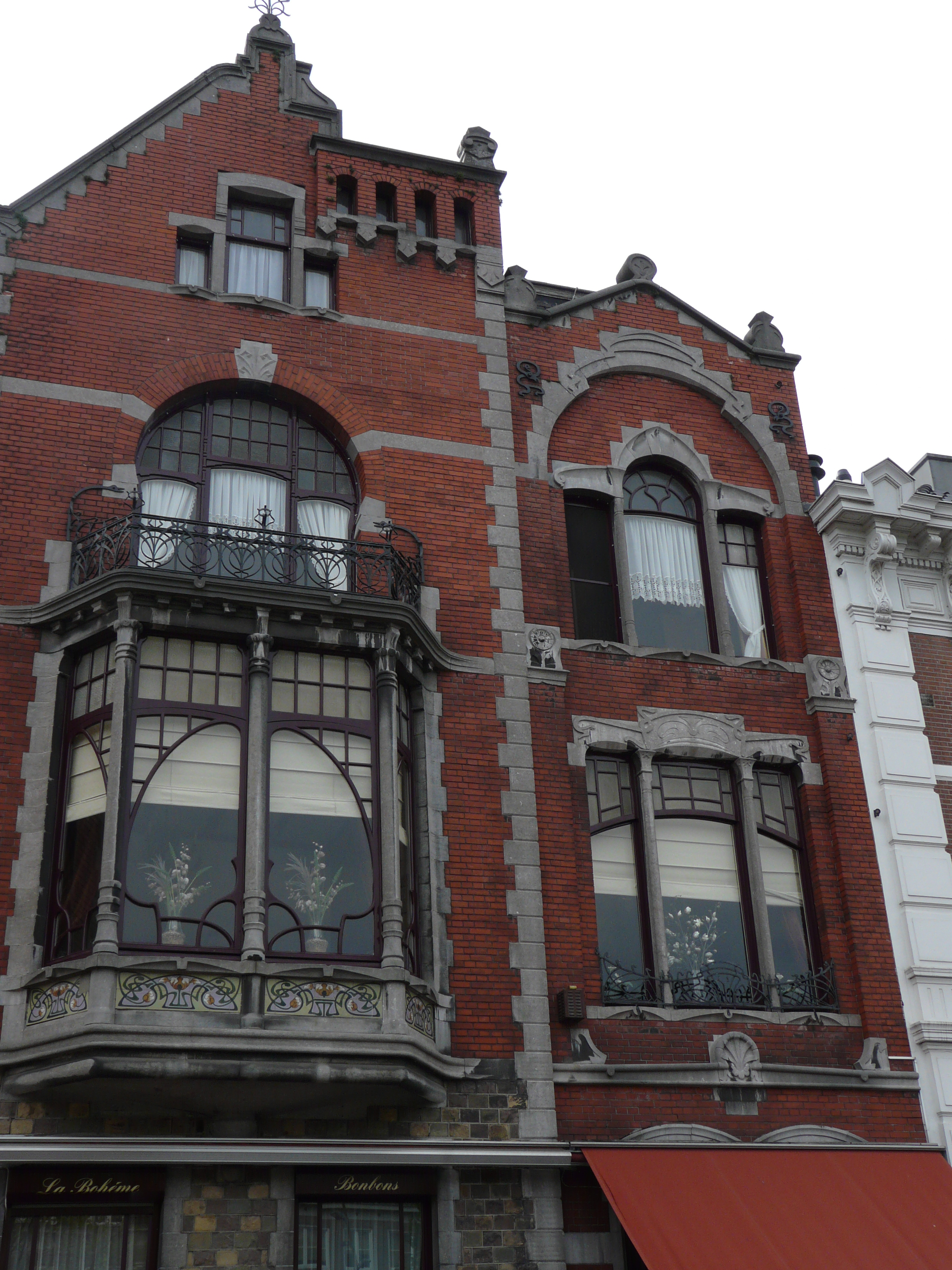
Prinsenkade 2
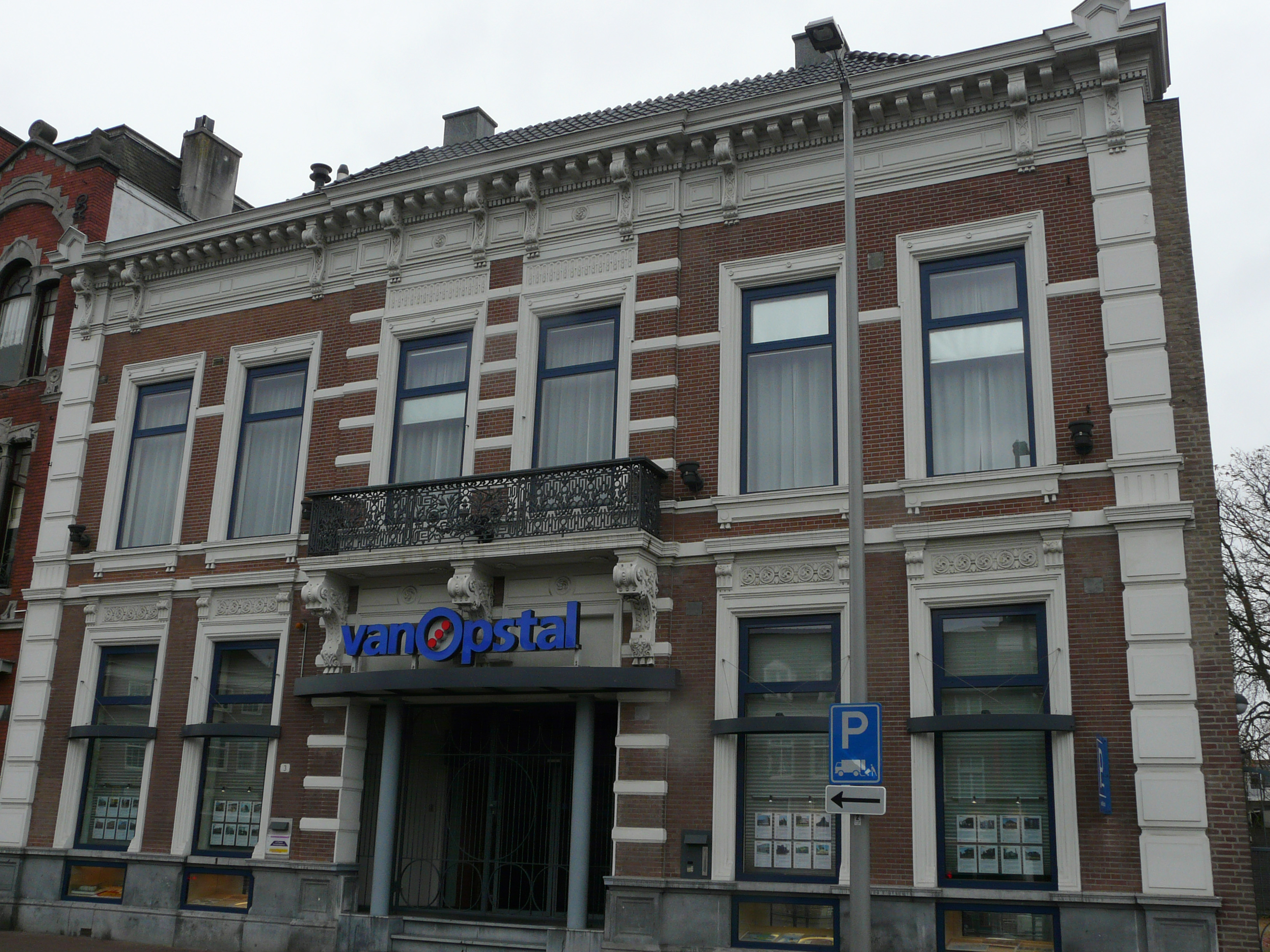
Prinsenkade 3